# José Antonio Santos Miñón
José Antonio Santos Miñón (Ferrol, 8 de mayo de 1939 - Las Palmas de Gran Canaria, 4 de octubre de 2011) fue un abogado y político español.

## Biografía
Licenciado en Derecho, se estableció muy joven en Las Palmas, de donde era su madre. Abogado, Técnico General de la administración pública y miembro del Cuerpo Superior de Administradores de la Comunidad Autónoma de Canarias, durante la Transición política se incorporó a Unión de Centro Democrático (UCD). Considerado un hombre leal y fiel a Adolfo Suárez y al líder centrista canario, Lorenzo Olarte —él se definía como un "católico practicante, suarista y olartista"—, al producirse la ruptura de UCD tras la crisis de la formación y su severa derrota en las elecciones generales de 1982, fue cofundador en Canarias del nuevo partido suarista, el Centro Democrático y Social (CDS). Fue presidente del CDS de Gran Canaria y con esta formación concurrió con éxito en las elecciones de 1986 y 1989, obteniendo escaño en el Congreso por la circunscripción de Las Palmas. Su mayor actividad la desplegó en la IV Legislatura (1989-1993), donde participó en las ponencias de veinticuatro proyectos y proposiciones de ley en la cámara.